# Jin (manga)
Pour les articles homonymes, voir Jin.
Autre
Jin (JIN-仁-) est un seinen manga de Motoka Murakami, prépublié dans le magazine Super Jump entre 2000 et 2010 et publié par l'éditeur Shūeisha en 20 volumes reliés sortis entre avril 2001 et février 2011. La version française est éditée par Tonkam entre juillet 2007 et juin 2015.
Le manga est adapté sous le même titre en une série télévisée de deux saisons comptant chacune onze épisodes de 60 minutes, diffusés au Japon entre le 11 octobre 2009 et le 26 juin 2011 sur TBS.

## Synopsis
Jin Minakata est un neurochirurgien japonais qui se retrouve envoyé dans le passé à l'époque d'Edo. À peine arrivé, il sauve Kyôtaro, le fils d'une famille hatamoto pauvre, la famille Tachibana. En effet le jeune homme avait été blessé à la tête par le coup de sabre d'un samouraï. Jin n'hésite pas à intervenir et l'opère. Reconnaissante, la mère Tachibana, bien qu'au début méfiante, l'accueille et le loge. Très vite sa chambre devient un petit cabinet où il soigne quiconque serait dans le besoin. Impressionnée par le talent et l'abnégation pour la médecine dont fait preuve Jin, la fille Tachibana, Saki décide de l'assister dans sa besogne en devenant son infirmière. Lorsque se pointe l'épidémie du choléra à Edo, Jin fait tout son possible pour empêcher la contamination en isolant les malades. Face à l'épidémie de la syphilis ou variole, il tente de créer sa propre pénicilline, à partir de moisissure. Ses succès, mais aussi ses défaites, le confortent dans son idée de sauver la population d'Edo grâce à ses compétences poussées en médecine. Cette technique venue d'une autre époque, son talent et sa volonté de soigner le peuple sans se soucier du système de classes sociales en vigueur à l'époque ne tardent pas à lui conférer une certaine notoriété à travers tout Edo. C'est ainsi qu'il rencontrera des personnalités célèbres dans l'histoire du Japon tels que Katsu Kaishū et son apprenti Ryoma Sakamoto mais aussi des médecins occidentaux. Cette grande considération de certains puissants attire aussi la jalousie de beaucoup de membres de l'école de médecine chinoise, médecine officielle du shogunat et aussi du centre de médecine occidentale qui voient en Jin une menace pour leur place. Mais Jin est embarrassé : ne risque-t-il pas de modifier le cours de l'histoire en agissant ainsi ?

## Personnages
Jin Minakata, est le personnage principal de la série. C'est un chirurgien de la fin du XXe siècle qui se retrouve transporté à la fin de l'époque d'Edo, peu avant la restauration de Meiji à la suite d'une opération étrange d'où il retire un fœtus du cerveau d'un homme. Après avoir été opéré, l'homme mystérieux s'enfuit de sa chambre d'hôpital avec le bocal qui contient le fœtus et une trousse de secours contenant notamment des outils de chirurgie. Au cours d'une lutte avec cet homme, Jin tombe dans les escaliers et ratterrit à l'époque d'Edo. Au moment où il part, on est en 2000 et il a 36 ans. Dès le début il va soigner les habitants d'Edo qui en ont besoin. Au cours d'histoire sa vision sur sa place dans cette époque évolue : il veut finalement y rester afin de sauver le maximum de personnes qui aurait dû mourir d'épidémies ou de blessures.
Saki Tachibana, jeune fille de 16 ans chez laquelle Jin est accueilli. Elle se prend d'affection pour Jin et l'empêche de sombrer dans le désespoir. Personne gentille, curieuse et empathique, c'est tout naturellement qu'elle devient infirmière. Elle refuse un mariage arrangé par sa mère pour rester soigner avec Jin, ce qui cause une rupture avec sa famille. Elle montre une curiosité insatiable et est la première personne avec qui Jin partage des connaissances médicinales. Elle l'aide constamment dans ses opérations. Saki est un personnage courageux qui sort de la place de femme inférieure qui lui est conféré dans cette société encore féodale, pour défendre ses idéaux. Elle risque même sa vie pour sauver Jin et une opération contre des samouraïs hostiles.
Nokazé, elle est une oiran, courtisane de luxe dans le quartier des plaisirs d'Edo, Yoshiwara. C'est une femme cultivée qui est malheureuse de sa condition. Après que Jin ait été sauvé son patron Suzuya qu'elle considère comme son père, elle s'éprend de Jin qui repousse ses avances. Ce dernier lui soignera un cancer du sein. Elle décidera alors d'assister Jin dans son projet aux côtés de Saki.
Ryoma Sakamoto, est un homme qui a réellement existé. Il est un guerrier originaire de la région du Tosa. Campagnard, il parle fort et impressionne les gens qui le rencontrent pour la première fois. Il est le disciple de Rintaro Katsu qui lui présentera Jin. Dans cette fiction, il devient l'ami de Jin et qui n'hésite pas à le protéger avec son sabre dans les situations délicates. C'est lui qui fait découvrir à Jin le quartier des plaisirs de Yoshiwara. Il semble amoureux de Nokazé mais ne se fait pas d'illusions quant à ses chances de la séduire.
Rintaro Katsu, futur Katsu Kaïshu, a lui aussi réellement existé. Il est lui aussi l'ami de Jin et s'intéresse à lui. Il sert un daimyô avant de devenir le chef de la marine shogunale. C'est un homme instruit et sage qui est très apprécié des habitants d'Edo.
Kyôtaro Tachibana, est l'aîné de la famille Tachibana et le grand frère de Saki. Il est la première personne à avoir été opéré par Jin, d'un hématome extradural, un amas de sang au-dessus du cerveau. Il est un ami et un soutien pour Jin, car il l'accueille et use de son statut de hatamoto, bien que pauvre, pour l'aider. Il aime beaucoup sa sœur Saki et se montre assez protecteur.

## Parution
Jin est prépublié dans le magazine Super Jump entre 2000 et 2010. Initialement publié par Shūeisha en vingt volumes reliés sortis entre avril 2001 et février 2011, le manga est réédité en treize volumes au format bunko entre juillet 2010 et juillet 2011. En France, le manga est édité par Tonkam entre juillet 2007 et juin 2015.

### Liste des volumes
| no | Japonais         | Japonais          | Français          | Français          |
| no | Date de sortie   | ISBN              | Date de sortie    | ISBN              |
| -- | ---------------- | ----------------- | ----------------- | ----------------- |
| 1  | 4 avril 2001     | 4-08-859174-7     | 7 février 2007    | 978-2-84580-992-5 |
| 2  | 4 avril 2002     | 4-08-859296-4     | 23 mai 2007       | 978-2-84580-993-2 |
| 3  | 1er mai 2003     | 4-08-859356-1     | 5 septembre 2007  | 978-2-84580-994-9 |
| 4  | 4 novembre 2004  | 4-08-859447-9     | 7 novembre 2007   | 978-2-84580-995-6 |
| 5  | 2 décembre 2005  | 4-08-859547-5     | 20 février 2008   | 978-2-84580-996-3 |
| 6  | 4 décembre 2006  | 4-08-859610-2     | 27 août 2008      | 978-2-7595-0012-3 |
| 7  | 2 février 2007   | 978-4-08-859627-3 | 4 février 2009    | 978-2-7595-0078-9 |
| 8  | 2 mai 2007       | 978-4-08-859640-2 | 6 mai 2009        | 978-2-7595-0079-6 |
| 9  | 4 septembre 2007 | 978-4-08-859668-6 | 26 août 2009      | 978-2-7595-0080-2 |
| 10 | 4 janvier 2008   | 978-4-08-859684-6 | 18 novembre 2009  | 978-2-7595-0313-1 |
| 11 | 2 mai 2008       | 978-4-08-859701-0 | 17 mars 2010      | 978-2-7595-0398-8 |
| 12 | 4 août 2008      | 978-4-08-859720-1 | 21 juillet 2010   | 978-2-7595-0399-5 |
| 13 | 4 novembre 2008  | 978-4-08-859740-9 | 10 novembre 2010  | 978-2-7595-0400-8 |
| 14 | 3 avril 2009     | 978-4-08-859766-9 | 8 juin 2011       | 978-2-7595-0610-1 |
| 15 | 3 juillet 2009   | 978-4-08-859785-0 | 14 septembre 2011 | 978-2-7595-0611-8 |
| 16 | 2 octobre 2009   | 978-4-08-859802-4 | 22 février 2012   | 978-2-7595-0612-5 |
| 17 | 4 janvier 2010   | 978-4-08-859817-8 | 22 août 2012      | 978-2-7595-0613-2 |
| 18 | 30 avril 2010    | 978-4-08-859839-0 | 3 avril 2013      | 978-2-7595-0614-9 |
| 19 | 4 octobre 2010   | 978-4-08-859859-8 | 3 décembre 2014   | 978-2-7560-5613-5 |
| 20 | 4 février 2011   | 978-4-08-859871-0 | 9 juin 2015       | 978-2-7560-5725-5 |

## Adaptations
Le manga a été adapté en série télévisée de deux saisons comptant chacune onze épisodes de 60 minutes, diffusés au Japon entre le 11 octobre 2009 et le 26 juin 2011 sur TBS,.
Une autre adaptation télévisée sud-coréenne, diffusée sur MBC, a vu le jour en 2012 sous le titre Dr. Jin.

### Édition japonaise
Shūeisha
1. 1 2  (ja) « Tome 1 ».
2. 1 2  (ja) « Tome 2 ».
3. 1 2  (ja) « Tome 3 ».
4. 1 2  (ja) « Tome 4 ».
5. 1 2  (ja) « Tome 5 ».
6. 1 2  (ja) « Tome 6 ».
7. 1 2  (ja) « Tome 7 ».
8. 1 2  (ja) « Tome 8 ».
9. 1 2  (ja) « Tome 9 ».
10. 1 2  (ja) « Tome 10 ».
11. 1 2  (ja) « Tome 11 ».
12. 1 2  (ja) « Tome 12 ».
13. 1 2  (ja) « Tome 13 ».
14. 1 2  (ja) « Tome 14 ».
15. 1 2  (ja) « Tome 15 ».
16. 1 2  (ja) « Tome 16 ».
17. 1 2  (ja) « Tome 17 ».
18. 1 2  (ja) « Tome 18 ».
19. 1 2  (ja) « Tome 19 ».
20. 1 2  (ja) « Tome 20 ».

### Édition française
« Tonkam »(Archive.org • Wikiwix • Archive.is • Google • Que faire ?)
1. 1 2  « Tome 1 ».
2. 1 2  « Tome 2 »(Archive.org • Wikiwix • Archive.is • Google • Que faire ?).
3. 1 2  « Tome 3 »(Archive.org • Wikiwix • Archive.is • Google • Que faire ?).
4. 1 2  « Tome 4 »(Archive.org • Wikiwix • Archive.is • Google • Que faire ?).
5. 1 2  « Tome 5 »(Archive.org • Wikiwix • Archive.is • Google • Que faire ?).
6. 1 2  « Tome 6 »(Archive.org • Wikiwix • Archive.is • Google • Que faire ?).
7. 1 2  « Tome 7 »(Archive.org • Wikiwix • Archive.is • Google • Que faire ?).
8. 1 2  « Tome 8 »(Archive.org • Wikiwix • Archive.is • Google • Que faire ?).
9. 1 2  « Tome 9 »(Archive.org • Wikiwix • Archive.is • Google • Que faire ?).
10. 1 2  « Tome 10 »(Archive.org • Wikiwix • Archive.is • Google • Que faire ?).
11. 1 2  « Tome 11 »(Archive.org • Wikiwix • Archive.is • Google • Que faire ?).
12. 1 2  « Tome 12 »(Archive.org • Wikiwix • Archive.is • Google • Que faire ?).
13. 1 2  « Tome 13 »(Archive.org • Wikiwix • Archive.is • Google • Que faire ?).
14. 1 2  « Tome 14 »(Archive.org • Wikiwix • Archive.is • Google • Que faire ?).
15. 1 2  « Tome 15 »(Archive.org • Wikiwix • Archive.is • Google • Que faire ?).
16. 1 2  « Tome 16 »(Archive.org • Wikiwix • Archive.is • Google • Que faire ?).
17. 1 2  « Tome 17 »(Archive.org • Wikiwix • Archive.is • Google • Que faire ?).
18. 1 2  « Tome 18 »(Archive.org • Wikiwix • Archive.is • Google • Que faire ?).
19. 1 2  « Tome 19 »(Archive.org • Wikiwix • Archive.is • Google • Que faire ?).
20. 1 2  « Tome 20 »(Archive.org • Wikiwix • Archive.is • Google • Que faire ?).